# 哈德魯特
哈德鲁特（羅馬化：Hadrut）是阿塞拜疆霍賈文德區的一個鎮。1989年時該鎮人口亚美尼亚人占多数。亚美尼亚人在此居住至2020年纳戈尔诺-卡拉巴赫战争爆發。
在苏联时期，哈德鲁特为阿塞拜疆苏维埃社会主义共和国納戈爾諾－卡拉巴赫自治州哈德鲁特区的行政中心。第一次纳戈尔诺-卡拉巴赫战争后，哈德鲁特成为阿尔察赫共和国哈德鲁特省的一部分。
在2020年納戈爾諾-卡拉巴赫戰爭期间，阿塞拜疆军队大約于2020年10月9日占领了哈德鲁特。该镇在被占领后遭到阿塞拜疆士兵的破坏和抢劫。该镇教堂內的亚美尼亚人墓地也遭到破坏，墓碑被踢倒和砸碎。